# Roderich Menzel
Roderich Menzel (Liberec, 13 aprile 1907 – Monaco di Baviera, 17 ottobre 1987) è stato un tennista e scrittore cecoslovacco naturalizzato tedesco.
Detiene il record di successi in singolare per la squadra ceca di Coppa Davis con quaranta vittorie a fronte di sole dodici sconfitte. Dal 1938 a seguito della conferenza di Monaco e le rivendicazioni della Germania nazista si trovò a giocare sotto l'egida tedesca. Con la squadra tedesca di Coppa Davis ha giocato un totale di nove incontri vincendone otto e ha raggiunto la finale europea del 1939.

## Carriera
Fa il suo esordio nei tornei dello Slam a Wimbledon 1928 e nel torneo londinese ha raggiunto due volte i quarti di finale, nel 1933 e nel 1935.
Ha raggiunto un'unica finale dello Slam in singolare, a Parigi nel 1938 dove è stato sconfitto nettamente da Don Budge nell'anno del Grande Slam.
Ha raggiunto una finale anche nel doppio misto, agli U.S. National Championships 1935 in coppia con Kay Stammers ed è stato sconfitto in tre set combattuti dalla coppia formata da Sarah Palfrey e Enrique Maier.
Dopo la carriere da tennista si è dedicato alla scrittura, prima come giornalista e successivamente come autore di libri ottenendo un discreto successo.

## Statistiche

### Singolare

#### Vittorie (26)
| Nr. | Anno             | Torneo                                                 | Superficie  | Avversario in finale    | Punteggio           |
| 1.  | settembre 1930   | Hungarian Championships, Budapest                      |             | Béla von Kehrling       | 4–6, 6–3, 6–4, 6–1  |
| 2.  | 2 giugno 1931    | Berlin Championships, Berlino                          |             | Daniel Prenn            | 6-4, 6-2, 6-1       |
| 3.  | agosto 1931      | Homburg Cup, Homburg                                   |             | Fritz Kuhlmann          | 6-1, 6-1, 4-6, 6-0  |
| 4.  | 9 agosto 1931    | German International Championships, Amburgo            | Terra rossa | Gustav Jaenecke         | 6–2, 6–2, 6–1       |
| 5.  | settembre 1931   | Torneo di Merano, Merano                               |             | Louis Haensch           | 6–2, 6–1, 6–0       |
| 6.  | 28 febbraio 1932 | Monte Carlo Masters, Montecarlo                        | Terra rossa | George Lyttleton-Rogers | 6–4, 7–5, 6–2       |
| 7.  | 29 febbraio 1932 | Riviera Championships, Mentore                         |             | André Merlin            | 6-3, 6-0, 4-6, 6-4  |
| 8.  | 16 maggio 1932   | Berlin Championships, Berlino (2)                      | Terra rossa | Jacques Brugnon         | 6–4, 6–3, 6–3       |
| 9.  | settembre 1931   | Torneo di Merano, Merano (2)                           |             | Franz-Wilhelm Matejka   | 8-6, 7-9, rit.      |
| 10. | settembre 1931   | Torneo di Merano, Merano (3)                           |             | Charles Aeschliman      | 6-1, 6-3, 6-3       |
| 11. | 6 febbraio 1933  | Cairo Open, Il Cairo                                   |             | Augustos Zerlendis      | 6-1, 6-1            |
| 12. | 21 maggio 1933   | Czechoslovakian International Championships, Praga     |             | Ladislav Hecht          | 6–3, 6–2, 6–1       |
| 13. | settembre 1933   | Torneo di Merano, Merano (4)                           |             | Giorgio De Stefani      | 1-6, 9-7, 6-2, rit. |
| 14. | 3 settembre 1933 | Yugoslavian Championships, Zagabria                    |             | Umberto De Morpurgo     | 6–4, 6–1, 6–4       |
| 15. | 9 settembre 1933 | Hungarian Championships, Budapest (2)                  |             | Emil Gábori             | 6–2, 6–0, 6–4       |
| 16. | marzo 1934       | Cairo Open, Il Cairo (2)                               |             | Pat Hughes              | 6–3, 6–4            |
| 17. | 16 aprile 1934   | Torneo di Roma, Roma                                   |             | Giovanni Palmieri       | 6-3, 6-0, 6-2       |
| 18. | 6 maggio 1934    | Czechoslovakian International Championships            |             | Gottfried von Cramm     | 3–6, 6–1, 6–3, 6–2  |
| 19. | 11 marzo 1935    | Cairo Championships, Il Cairo                          |             | Adam Baworowski         | 7–5, 5–7, 6–2       |
| 20. | 30 marzo 1935    | Cairo Open, Il Cairo (3)                               |             | Herman von Artens       | 6–4, 6–0, 6–0       |
| 21. | 11 maggio 1935   | Czechoslovakian International Championships, Praga (2) |             | Giovanni Palmieri       | 6–2, 6–1, 6–1       |
| 22. | febbraio 1936    | All India Championships, Allahabad                     |             | Georg von Metaxa        | 6–4, 6-2, 7-5       |
| 23. | 12 marzo 1936    | Cairo Championships, Il Cairo (2)                      |             | Henner Henkel           | 8-10, 6-4, 6-0      |
| 24. | aprile 1937      | Czechoslovakian International Championships, Praga (3) |             | Giovanni Palmieri       | 6–1, 6-0, 6-3       |
| 25. | marzo 1938       | Cairo Open, Il Cairo (4)                               |             | Franjo Punčec           | 6–4, 6–2            |
| 26. | gennaio 1939     | German Covered Court Championships, Brema              |             | Henner Henkel           | 6-4, 7-5, 6-4       |